# 私が俺の人生!?
『私が俺の人生!?』は、2024年7月19日に全国で公開された日本映画。4月20日より、第16回沖縄国際映画祭ワールドプレミア作品として上映。
主演は剛力彩芽、ヒロインは尾上寛之。